# Gare de Biguglia
La gare de Biguglia est une gare ferroviaire française de la ligne de Bastia à Ajaccio (voie unique à écartement métrique), située sur le territoire de la commune de Biguglia, dans le département de la Haute-Corse et la Collectivité territoriale de Corse (CTC).
Construite par l'État, elle est mise en service en 1888 par la Compagnie de chemins de fer départementaux (CFD). C'est une gare des Chemins de fer de la Corse (CFC), du « secteur périurbain de Bastia », desservie par des trains « grande ligne » et « périurbain ».

## Situation ferroviaire
Établie à 36 mètres d'altitude, la gare de Biguglia est située au point kilométrique (PK) 9,6 de la ligne de Bastia à Ajaccio (voie unique à écartement métrique), entre les gare de Casatorra (AF) et de Tragone (AF).
Gare de croisement des rames, elle dispose d'une voie d'évitement et deux voies de service en impasses.

## Histoire
Construite par l'État, la « station de Biguglia » est mise en service le 1er février 1888 par la Compagnie de chemins de fer départementaux (CFD) lors de l'ouverture à l'exploitation de la section de Bastia à Corte de la ligne de chemin de fer d'Ajaccio à Bastia. Elle est alors desservie, entre autres, par le chemin vicinal ordinaire no 1 du village de Rutali.
En 1891, la station est transformée en « gare militaire » suivant la décision ministérielle du 29 mai 1891. Les nouvelles installations comportent notamment des voies de chargements, pour l'alimentation en eau des locomotives et un pont tournant.
En 1983, la mise en 2x2 voies de la RN193 (actuelle T11) entraine la modification du tracé de la voie ferrée afin de supprimer les deux passages à niveau coupant la route. La gare étant placée sur l'ancien tracé, elle est démolie et reconstruite à son emplacement actuel..

## Service des voyageurs

### Accueil
Gare CFC, elle dispose d'un « bâtiment voyageurs », local au rez-de-chaussée d'un immeuble d'habitation, avec guichet ouvert du lundi au vendredi et fermé les samedis dimanches et jours ferriés.
Un passage piétons planchéié permet la traversée de la voie d'évitement et l'accès au quais central.

### Dessertes
Biguglia est desservie par des trains CFC « grande ligne » de la relation Bastia - Ajaccio, ou Corte, et Bastia - Calvi. C'est également une halte du « Secteur périurbain de Bastia » cadencé, desservie par des trains CFC de la relation Bastia - Casamozza.

### Intermodalité
Le stationnement des véhicules est possible à proximité. Elle dessert notamment l'hippodrome.